# Перелік ударів по житловій забудові під час російського вторгнення (лютий 2022)
Удари по житловій забудові України під час російсько-української війни — воєнний злочин, скоєний російськими військовими під час повномасштабного військового вторгнення в Україну.
У переліку подано інформацію про удари по житловій та громадській забудові яка була опублікована у відкритих джерелах. Подано інформацію про атаки протягом лютого 2022 року (починаючи з 24 лютого).

## Загальна інформація
Згідно моніторингової місії ООН з прав людини в Україні відомо про 378 загиблих цивільних українців протягом лютого 2022 року.

### Початок повномасштабного вторгнення та обстрілів цивільної інфраструктури
Вторгнення почалося о 3:40 на ділянці Луганського прикордонного загону, у Міловському районі.

### Руйнування населених пунктів прилеглих до лінії зіткнення
У населених пунктах які знаходяться біля лінії бойового зіткнення, постійно відбуваються обстріли житлової та іншої цивільної забудови (у тому числі медичних установ, навчальних закладів, комерційної забудови). Впродовж лютого 2022 року (починаючи з 24 лютого), обстріли відбувалися вздовж прикордонних громад Київщини, Чернігівщини, Сумщини, та Харківщини, а також громад Запорізької, Дніпропетровської,  Донецької, Луганської, Херсонської та Миколаївської областей із використанням ракет, безпілотників, мінометів, артилерії, реактивних систем залпового вогню, вогнем бронетехніки та стрілецької зброї.
Вздовж державного кордону:
- У Чернігівській області — Корюківська, Новгород-Сіверська, Семенівська, Сновська громади.
- У Сумській області — Білопільська, Великописарівська, Глухівська, Краснопільська, Миропільська, Новослобідська, Путивльська, Хотінська, Юнаківська громади.
- У Харківській області — Вільхуватська, Вовчанська, Дворічанська, Дергачівська, Золочівська, Липецька громади

Між тимчасово окупованою територією:
- У Харківській області — Борівська, Дворічанська, Ізюмська, Кіндрашівська, Куп'янська, Курилівська, Оскільська, Петропавлівська громади
- У Луганській області — Красноріченська, Лисичанська громади
- У Донецькій області — Званівська, Сіверська громади
- У Запорізькій області —
- У Херсонській області —
- У Миколаївській області —

## Перелік
Червоним кольором позначені атаки у яких відомо про загибель людей.
| дата і місце | дата і місце                          | тип зброї            | подробиці атаки, жертви (загиблі/поранені)                                     | подробиці атаки, жертви (загиблі/поранені) |
| ------------ | ------------------------------------- | -------------------- | ------------------------------------------------------------------------------ | ------------------------------------------ |
| 24/02        | Донецька обл., Маріуполь              | —                    | відомо про обстріли приватних та багатоквартирних житлових будинків            | 10/35                                      |
| 24/02        | Черкаська обл., Умань                 | ракетний удар        | відомо про обстріл житлової забудови у центральній частині міста               | 1/5                                        |
| 24/02        | Харківська обл., Чугуїв               | ракетний удар        | постраждало щонайменше п’ять цивільних будинків                                | 2/19                                       |
| 24/02        | Київська обл., Трипільська ТЕС        | артобстріл           | обстріляно ТЕС, зокрема вугільний склад теплоелектростанції                    | 0/1                                        |
| 24/02        | Запорізька обл., Камʼянка-Дніпровська | ракетний удар        | атаковано магазин, три житлових будинки, газогін                               | —                                          |
| 24/02        | Сумська обл., Конотопський р-н        | —                    | під обстріл потрапив автомобіль з цивільними                                   | 0/2                                        |
| 24/02        | Харків                                | артобстріл, авіаудар | обстріляні житлові будинки, навчальні заклади, адмінбудівлі                    | 0/1                                        |
| 24/02        | Харківська обл., Фельдман-Екопарк     | артобстріл           | обстріл Харківського екопарку                                                  | —                                          |
| 25/02        | Київська обл., Мар'янівка             | авіаудар             | відомо про загиблих та постраждалих цивільних внаслідок російського обстрілу   | 4/15                                       |
| 25/02        | Сумська обл., Охтирка                 | РСЗВ                 | обстріл житлової забудови та дитсадку «Сонечко»                                | 5/15                                       |
| 25/02        | Луганська обл., Старобільськ          | артобстріл           | атаковані житлові будинки та інша цивільна інфраструктура                      | 1/6                                        |
| 25/02        | Київ                                  | ракетний удар        | цивільна інфраструктура, житловий будинок                                      | —                                          |
| 25/02        | Київська обл. Іванків                 | артобстріл           | будівля краєзнавчого музею потрапила під артилерійський обстріл                | —                                          |
| 25/02        | Харків                                | артобстріл, авіаудар | ворог десять разів провів масивні обстріли житлових районів та ТЕЦ-6           | 0/47                                       |
| 25/02        | Донецька обл., Маріуполь              | артобстріл           | обстріляна школа №48, будинки по вул. Азовстальська, пр. Свободи та Перемоги   | 0/3                                        |
| 25/02        | Луганська обл., Щастя                 | РСЗВ                 | були обстріляні шкільні автобуси для евакуації мешканців міста                 | 0/1                                        |
| 26/02        | Харків                                | артобстріл, авіаудар | ворог тринадцять разів провів масивні обстріли житлових районів                | 1/14                                       |
| 26/02        | Харківська обл., Волохів Яр           | обстріл              | російські військові обстріляли автобус із цивільними                           | 5/6                                        |
| 26/02        | Донецька обл., Сартана                | авіаудар             | обстріляна житлова забудова населеного пункту                                  | 4/9                                        |
| 26/02        | Київ                                  | ракетний удар        | влучання ракети у житловий будинок на проспекті Лобановського, 6а              | 0/2                                        |
| 27/02        | Донецька обл., Бердянське             | авіаудар             | відбулися масовані авіаудари житлових багатоповерхових та приватних будинків   | 5/?                                        |
| 27/02        | Донецька обл., Маріуполь              | авіаудар             | відбулися масовані авіаудари житлових багатоповерхових та приватних будинків   | 5/?                                        |
| 27/02        | Донецька обл., Сартана                | авіаудар             | відбулися масовані авіаудари житлових багатоповерхових та приватних будинків   | 5/?                                        |
| 27/02        | Донецька обл., Талаківка              | авіаудар             | відбулися масовані авіаудари житлових багатоповерхових та приватних будинків   | 5/?                                        |
| 27/02        | Чернігів                              | ракетний удар        | пошкоджені багатоповерхівки та стоматологічна клініка                          | 0/16                                       |
| 27/02        | Чернігів                              | артобстріл           | повторний обстріл центру міста — будівлі колишннього кінотеатру                | —                                          |
| 27/02        | Харківська обл., Ізюм                 | артобстріл, авіаудар | 27 лютого зафіксовані перші влучання снарядів по житловій забудові міста       | —                                          |
| 27/02        | Донецька обл., Маріуполь              | авіабомбовий удар    | уражено житлові будинки на пр. Перемоги, 115, вул. Горлівській, 4, 6, технікум | —                                          |
| 28/02        | Київська обл., Васильків              | ракетний удар        | житлові будинки, гуртожиток                                                    | 4/5                                        |
| 28/02        | Київська обл., Калинівка              | ракетний удар        | житлові будинки, гуртожиток                                                    | 4/5                                        |
| 28/02        | Харків                                | РСЗВ                 | обстріляні житлові та інші будинки у Шевченківському районі                    | 8/1                                        |
| 28/02        | Луганська обл., Сіверськодонецьк      | артобстріл           | обстріяні житлові квартали, пошкоджені цивільні авто та інфраструктура         | 1/2+                                       |
| 28/02        | Київська обл., Біла Церква            | авіаудар             | пошкоджено близько двадцяти житлових будинків                                  | 0/2+                                       |
| 28/02        | Харків                                | ракетний удар        | обстріл Харкова касетними боєприпасами                                         | —                                          |
| 28/02        | Харківська обл., Ізюм                 | авіабомбовий удар    | пʼятиповерхові житлові будинки                                                 | —                                          |